# خماسية رينولد
خماسية رينولد أو خماسة رينولد هي مجموعة من الأعراض والعلامات التي قد تقترح في التشخيص وجود إصابة بالتهاب الأوعية الصفراوية الصاعد الانسدادي، وهو عبارة عن عدوى خطرة تصيب قناة الصفراء.
خماسة رينولد عبارة عن مجموعة من ثالوث شاركو لالتهاب الأوعية الصفراوية (يرقان وحمى وألم في ربع البطن الأعلى) مع صدمة (انخفاض ضغط الدم وتسرع القلب) وتغير مستوى الوعي. تدرج أحيانا العلامتان الأخيرتان ببساطة على أنهما انخفاض ضغط الدم وارتباك.

## التسمية
تحمل خماسة رينولد اسم الجراح ب. م. رينولد والذي وصفها عام 1959 مع الدكتور إفرت دراغان.